# Sisters of Suffocation
Sisters of Suffocation is een Nederlandse deathmetalband die in 2014 werd opgericht.

## Biografie
In april 2016 bracht de band een eerste single uit: Boundaries. De eerste ep Brutal Queen uit 2016 verscheen in eigen beheer. In september 2016 werd de ep heruitgebracht door Hammerheart Records. Het eerste album verscheen in 2017 bij Suburban Records.
De band trad op op verschillende festivals, onder andere: Eindhoven Metal Meeting, Stonehenge Festival, Antwerp Metal Fest, Gäfle Metal Fest (Zweden), Zwarte Cross en Lowlands.

## Bandleden
Huidige bezetting
- Els Prins – vocalen
- Linn Liv – vocalen
- Simone van Straten – leadgitaar
- Emmelie Herwegh – slaggitaar
- Tim Schellekens – basgitaar
- Fons van Dijk – drumstel

Voormalige leden
- Puck Wildschut – basgitaar
- Marjolein van den Nieuwenhuizen – basgitaar
- Kevin van den Heiligenberg – drumstel
- Amber de Buijzer – drumstel

## Discografie
Singles & ep's
- Boundaries (2014) – single
- Brutal Queen (2016) – ep, Hammerheart Records[3]
- Shapeshifter (2017) – single
- I Swear (2018) – single

Studioalbums
- Anthology Of Curiosities (2017), Suburban Records[4]
- Humans Are Broken (2019)
- Eradication (2021), is mogelijk gemaakt met crowdfunding en wordt verwacht in de loop van 2022[5]